# Václav Kobliha
Václav Kobliha (* 28. září 1960) byl český politik za formaci Sdružení pro republiku - Republikánská strana Československa (republikáni), po sametové revoluci československý poslanec Sněmovny lidu Federálního shromáždění, v 1. polovině 90. let moravistický aktivista.

## Biografie
Ve volbách roku 1992 byl za SPR-RSČ zvolen do Sněmovny lidu (volební obvod Severomoravský kraj). Ve Federálním shromáždění setrval do zániku Československa v prosinci 1992.
Od konce roku 1992 se podílel na projektu Moravskoslezského sněmu, do kterého se zapojili někteří politici moravistických a radikálně levicových i pravicových stran, kritizující přetrvávající neexistenci zemského uspořádání v České republice. V průběhu roku 1993 v sněmu převládli zástupci radikálních moravistů a SPR-RSČ. 16. března 1993 byla nakonec tímto sněmem ustavena neuznaná Moravskoslezská vláda, přičemž Václav Kobliha se stal jejím předsedou. V této době se ovšem na projektu moravskoslezské vlády podíleli pouze členové SPR-RSČ a Moravskoslezského hnutí. Kobliha v červenci 1993 po zasedání této vlády v Kroměříži prohlásil, že „asociační dohoda pro přijetí tzv. České republiky do Evropského společenství opomíjí existenci a práva Moravy a části Slezska.“ Moravskoslezská vláda ale neměla výraznější ohlas.